# سامی مکلروی
سامی مکلروی (انگلیسی: Sammy McIlroy؛ زادهٔ ۲ اوت ۱۹۵۴) یک بازیکن فوتبال اهل ایرلند شمالی است.
از باشگاه‌هایی که در آن بازی کرده‌است می‌توان به باشگاه فوتبال منچستر سیتی، باشگاه فوتبال پرستون نورث اند، باشگاه فوتبال آدمیرا واکر مودلینگ، باشگاه فوتبال منچستر یونایتد، باشگاه فوتبال نورتویچ ویکتوریا، باشگاه فوتبال بری، و باشگاه فوتبال استوک سیتی اشاره کرد.